# Marek Moderau

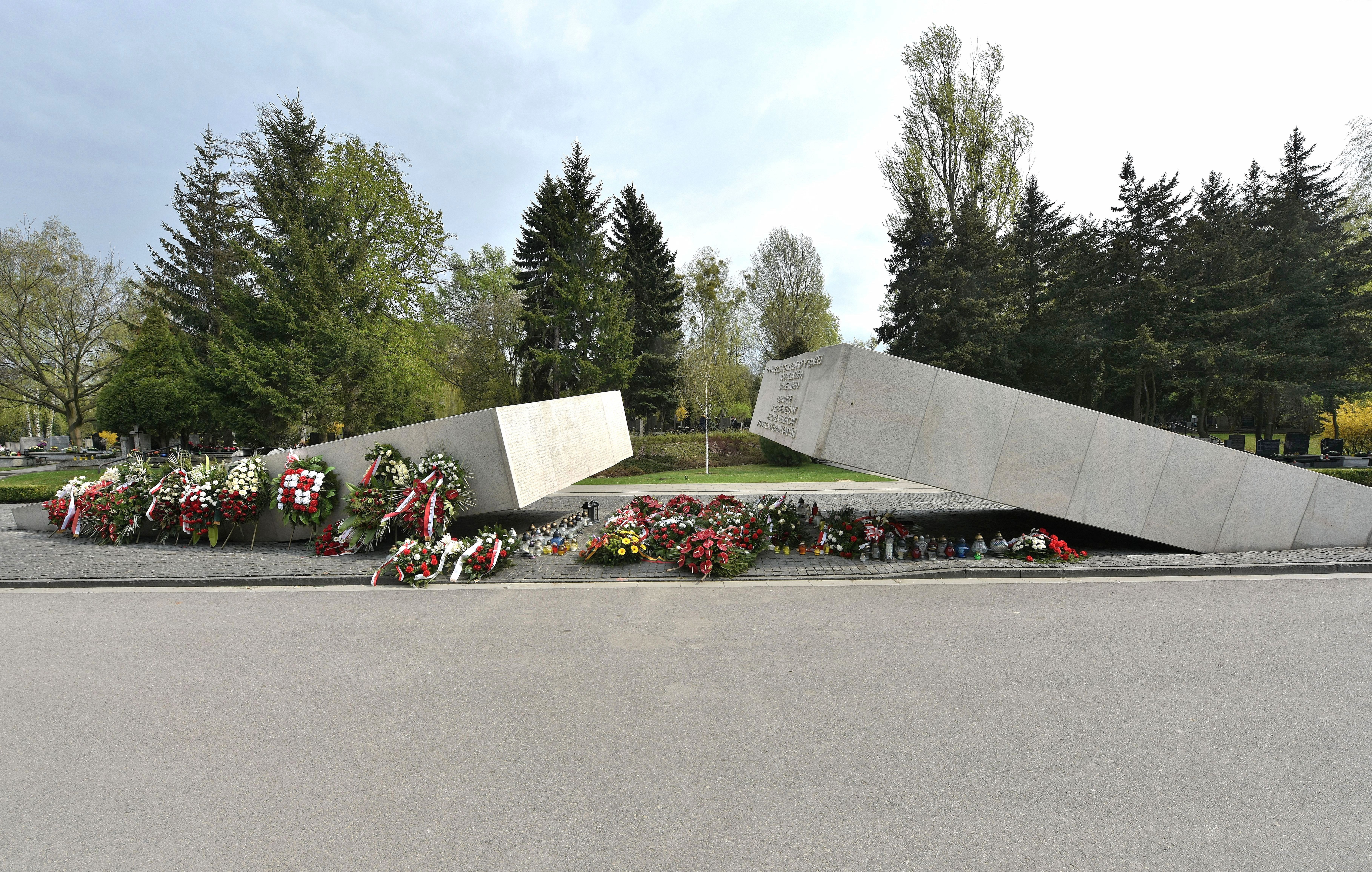
Pomnik ofiar katastrofy smoleńskiej na Cmentarzu Wojskowym na Powązkach w Warszawie

Marek Moderau (ur. 1953 w Jaworze) – polski rzeźbiarz mieszkający w Warszawie. 

## Życiorys
W 1972 ukończył Liceum Sztuk Plastycznych w Kielcach ze specjalnością rzeźba. W 1982 uzyskał dyplom na Wydziale Sztuk Pięknych Uniwersytetu Mikołaja Kopernika w Toruniu w pracowni rzeźby prof. Barbary Bieniulis-Strynkiewicz. 
Od 1984 roku należy do Stowarzyszenia KERAMOS w Warszawie i bierze udział organizowanych przez nie wystawach. Realizuje rzeźby w tworzywie ceramicznym, kamieniu, szkle, tworzywach termoplastycznych i odlewane z metalu.

## Wybrane prace
- Pomnik Żegoty w Warszawie (wraz z Hanną Szmalenberg)[3]
- symboliczny grobowiec przywódców Polskiego Państwa Podziemnego w Alei Zasłużonych na Cmentarzu Powązkowskim w Warszawie (wraz ze Zbigniewem Gąsiorem i Stanisławem Jankowskim)[4]
- współautor (z tymi samymi twórcami) Traktu Pamięci Męczeństwa i Walki Żydów w Warszawie[5]
- pomnik Szmula Zygielbojma w Warszawie
- szklane drzwi z guzikiem z orzełkiem z oficerskich płaszczy w Kaplicy Katyńskiej w katedrze polowej Wojska Polskiego w Warszawie[6]
- pomnik poświęcony Polakom poległym za Francję na paryskim cmentarzu Père-Lachaise[2]
- pomnik gruzińskich oficerów kontraktowych służących w Wojsku Polskim, znajdującym się w Parku Wolności w Muzeum Powstania Warszawskiego[7]
- tablice na pomniku Tysiąclecia Jazdy Polskiej
- tablica przy wejściu głównym Szpitala Praskiego upamiętniającej personel szpitala ratujący w lutym 1944 życie uczestnikom Akcji Kutschera – „Lotowi” i „Cichemu”[8]
- obelisk upamiętniający samobójczą śmierć Ryszarda Siwca[9]
- pomnik nagrobny żołnierzy bolszewickich w Ossowie[10]
- tablice pamiątkowe upamiętniające ofiary katastrofy polskiego samolotu Tu-154 w Smoleńsku: w kruchcie kaplicy katyńskiej katedry polowej Wojska Polskiego w Warszawie[6] oraz na fasadzie kościoła garnizonowego Matki Boskiej Ostrobramskiej na warszawskim Bemowie[11]
- pomnik ofiar katastrofy smoleńskiej na Cmentarzu Wojskowym na Powązkach w Warszawie
- głaz pamiątkowy z datą i godziną śmierci Jana Pawła II na warszawskim Muranowie[12]
- pomnik Cichociemnych Spadochroniarzy AK w Warszawie
- pomnik Rzezi Wołyńskiej w Warszawie[13]
- tablica upamiętniająca Stefana Roweckiego przy ul. Chocimskiej 22[14]
- pomnik Dobrego Maharadży (Digvijaysinhji) w Warszawie[15]
- krzyż przy kurhanie na cmentarzu Powstańców Warszawy[16]